# 行進曲 (馬)
行進曲，是日本純種競賽馬匹。生涯活躍於一哩賽事，曾勝出新潟兩歲錦標、京都金盃及讀賣盃。

## 出賽前
2016年2月11日出生於北海道安平町北部牧場，成長途中於一口馬主俱樂部Sunday Racing Co. Ltd.進行馬主募集。
其後交由栗東訓練中心練馬師安田隆行訓練。

## 競賽生涯

### 2歲
2018年6月30日出戰中京競馬場2歲新馬戰，維持於中團靠後位置下雖然於直路爆發出優秀的速度，但未能在最後一步超越頌讚火星，最終取得第二。
其後出戰2歲未勝利戰，再度採用新馬戰時的戰術，於中團位置等待時機下在直路成功衝刺並透出，最終贏得首勝。
8月26日出戰三級賽新潟兩歲錦標，本次比賽繼續以中團的戰術展開賽事，進入直路後隨即抽出外檔望空加速，最終成功超越所有對手並壓制同一位置衝出的Unbroken，以頸位優勢取得首個分級賽冠軍。
進入秋季後其原定以東京體育盃兩歲錦標作為調整，但腳部挫傷下避戰並直接出戰年末的一級賽朝日盃未來錦標，然而狀態未回復下最終以第十三大敗。

### 3歲
2019年首戰為每日盃，比賽初段處於第八的位置下於彎道開端稍為後退，於直路重新加速上前並跑出全場最快末腳，但最終仍然未能追上聚氣成鋒、旅之鳥及陳年美酒取得第四。
5月挑戰一級賽NHK一哩賽，本次比賽其選擇於中後方位置穩步推進，通過彎道時仍然處於後方並稍為抽出望空。進入直路後，其隨即於外檔位置以不俗的姿態展開加速，可惜最終再度未能超越前方的頌讚火星，第二度敗於對手下以第二落敗。
其後於年間僅出戰關屋紀念及首都錦標，但表現不佳下分別取得第十四及第十七。

### 4歲
2020年其仍然持續維持低迷的表現，出戰眾多賽事僅於表列賽信越錦標跑入頭五之內。

### 5歲
2021年首戰選擇為京都金盃，賽前因為此前不佳的戰績取得第十二人氣。比賽開始後，其以較為前置的戰術展開賽事，維持於第六左右的位置下於第三、四彎道之間開始加速上前。進入直路後，其於內欄位置繼續保持走勢進行突破，最終成功擊退來襲的和平樂園爆冷取得冠軍。
其後以中山紀念作為目標，繼續採取主動的跑法維持於前方位置，並一直跟隨前方的賽駒。進入直路後，其順利於所在位置逐步透出並進入狀態，但於纏鬥中未能壓制滂薄無比，最終以第二落敗。
4月25日出戰讀賣盃，原定繼續由上幾戰的騎師岩田康誠策騎，然而因岩田對另一名騎師藤懸貴志做出不適切行為被罰停賽下，改由古川吉洋策騎。比賽開始後，其重拾居中戰術並一直維持於第八左右的有利位置，於通過彎道時候開始尋找加速的位置。進入直路後，其迅速於中檔衝出並逐步蠶食前方對手，取得領先後繼續堅守位置，最終成功抵擋喜樂邦的攻勢取得第三個分級賽冠軍。
6月運用優先出賽權出戰安田紀念，然而一直停滯於中團位置未能加速上前，最終以第十落敗。
進入秋季後，其仍然繼續於一哩戰線征戰，但於熱身戰每日王冠以第九落敗，其後出戰一哩冠軍賽及阪神盃亦分別取得第十及第九的戰績。

### 6歲
2022年以東京新聞盃作為年度首戰，但於其中以十三大敗。
其後繼續出戰各項賽事，但均以兩位數戰績落敗。
11月12日轉戰泥地以武藏野錦標作為目標並取得包尾第十六後，陣營決定安排其退役。

### 詳細賽績
| 日期       | 舉辦國家 | 馬場 | 距離   | 級別 | 賽事名稱       | 負重 | 騎師     | 馬號 | 出馬 | 名次 | 時間   | 頭馬（二馬） |
| ---------- | -------- | ---- | ------ | ---- | -------------- | ---- | -------- | ---- | ---- | ---- | ------ | ------------ |
| 30/6/2018  | 日本     | 中京 | 草1600 |      | 2歲新馬        | 54   | 福永祐一 | 8    | 8    | 2    | 1:37.7 | 頌讚火星     |
| 29/7/2018  | 日本     | 新潟 | 草1600 |      | 2歲未勝利      | 54   | 福永祐一 | 7    | 11   | 1    | 1:34.3 | （駿影會）   |
| 26/8/2018  | 日本     | 新潟 | 草1600 | GIII | 新潟兩歲錦標   | 54   | 石橋脩   | 6    | 11   | 1    | 1:35.5 | （Unbroken） |
| 26/12/2018 | 日本     | 阪神 | 草1600 | GI   | 朝日盃未來錦標 | 55   | 杜滿樂   | 11   | 15   | 13   | 1:36.0 | 頌讚火星     |
| 23/3/2019  | 日本     | 阪神 | 草1800 | GIII | 每日盃         | 57   | 北村友一 | 5    | 13   | 4    | 1:47.4 | 聚氣成鋒     |
| 5/5/2019   | 日本     | 東京 | 草1600 | GI   | NHK一哩賽      | 57   | 石橋脩   | 18   | 18   | 2    | 1:32.5 | 頌讚火星     |
| 11/8/2019  | 日本     | 新潟 | 草1600 | GIII | 關屋紀念       | 53   | 石橋脩   | 3    | 17   | 14   | 1:33.3 | Mikki Glory  |
| 23/11/2019 | 日本     | 東京 | 草1600 | L    | 首都錦標       | 55   | 北村友一 | 12   | 17   | 17   | 1:37.9 | Dover        |
| 9/2/2020   | 日本     | 東京 | 草1600 | GIII | 東京新聞盃     | 56   | 石橋脩   | 7    | 16   | 11   | 1:33.6 | 大場面       |
| 15/3/2020  | 日本     | 中京 | 草2000 | GII  | 金鯱賞         | 56   | 中谷雄太 | 1    | 12   | 7    | 2:02.5 | 農神節慶     |
| 10/5/2020  | 日本     | 新潟 | 草2000 | GIII | 新潟大賞典     | 56   | 中谷雄太 | 15   | 16   | 12   | 1:59.9 | 東瀛天照     |
| 4/10/2020  | 日本     | 中京 | 草1600 | L    | 港灣人工島錦標 | 58   | 岩田康誠 | 11   | 16   | 11   | 1:33.9 | Donau Delta  |
| 18/10/2020 | 日本     | 新潟 | 草1400 | L    | 信越錦標       | 56   | 吉田隼人 | 10   | 16   | 5    | 1:21.4 | 險峰懸壁     |
| 15/11/2020 | 日本     | 東京 | 草1400 | L    | 黃金盃         | 56   | 岩田康誠 | 8    | 17   | 6    | 1:21.7 | Pourville    |
| 5/1/2021   | 日本     | 中京 | 草1600 | GIII | 京都金盃       | 56   | 岩田康誠 | 2    | 16   | 1    | 1:33.1 | （和平樂園） |
| 28/2/2021  | 日本     | 中山 | 草1800 | GII  | 中山紀念       | 56   | 岩田康誠 | 4    | 14   | 2    | 1:44.9 | 滂薄無比     |
| 25/4/2021  | 日本     | 阪神 | 草1600 | GII  | 讀賣盃         | 56   | 古川吉洋 | 5    | 15   | 1    | 1:31.4 | （喜樂邦）   |
| 6/6/2021   | 日本     | 東京 | 草1600 | GI   | 安田紀念       | 58   | 岩田康誠 | 12   | 14   | 10   | 1:32.6 | 野田賢君     |
| 10/10/2021 | 日本     | 東京 | 草1800 | GII  | 每日王冠       | 57   | 岩田康誠 | 10   | 13   | 9    | 1:45.8 | 速度大師     |
| 21/11/2021 | 日本     | 阪神 | 草1600 | GI   | 一哩冠軍賽     | 57   | 岩田康誠 | 6    | 16   | 10   | 1:33.3 | 放聲歡呼     |
| 25/12/2021 | 日本     | 阪神 | 草1400 | GII  | 阪神盃         | 57   | 岩田康誠 | 15   | 18   | 9    | 1:21.2 | 攻必勝       |
| 6/2/2022   | 日本     | 東京 | 草1600 | GIII | 東京新聞盃     | 59   | 石橋脩   | 7    | 15   | 13   | 1:34.1 | 幻蹤黑豹     |
| 24/4/2022  | 日本     | 阪神 | 草1600 | GII  | 讀賣盃         | 57   | 岩田康誠 | 15   | 15   | 15   | 1:45.3 | 神志勇進     |
| 21/8/2022  | 日本     | 札幌 | 草2000 | GII  | 札幌紀念       | 57   | 古川吉洋 | 15   | 16   | 14   | 2:03.6 | 金積驥       |
| 29/10/2022 | 日本     | 阪神 | 草1400 | GII  | 天鵝錦標       | 56   | 北村友一 | 9    | 18   | 14   | 1:21.0 | 全音階       |
| 12/11/2022 | 日本     | 東京 | 泥1600 | GIII | 武藏野錦標     | 57   | 杜苑欣   | 16   | 16   | 16   | 1:37.9 | 鍍金鏡       |

## 退役後
退役後，行進曲並未入種，而是於岡山縣真庭市蒜山馬匹公園休養，在2023年作為乘騎馬工作。

## 血統簡介
父系龍王爲日本賽駒，生涯稱霸短途賽事，包括做出連霸短途馬錦標及香港短途錦標等壯舉，被稱爲日本近代最強短途馬。祖父夏威夷王亦爲日本賽駒，生涯戰績極爲優秀，僅得一戰未能獲勝，曾勝出一級賽NHK一哩賽及東京優駿（日本打吡），爲日本史上首匹贏得變則二冠的賽駒。
母系Inductee為日本賽駒，生涯僅勝出條件戰。外祖父真心呼喚亦爲日本賽駒，生涯戰績優秀，曾勝出有馬紀念及杜拜司馬經典賽。

### 血統表
| 父線：金滿寶系（淘金者系）           |                                |               |              |
| 種馬 龍王 2008年（棗色）             | 夏威夷王 2001年（棗色）        | 金滿寶        | 淘金者       |
| 種馬 龍王 2008年（棗色）             | 夏威夷王 2001年（棗色）        | 金滿寶        | Miesque      |
| 種馬 龍王 2008年（棗色）             | 夏威夷王 2001年（棗色）        | Manfath       | 最後大官     |
| 種馬 龍王 2008年（棗色）             | 夏威夷王 2001年（棗色）        | Manfath       | Pilot Bird   |
| 種馬 龍王 2008年（棗色）             | Lady Blossom 1996年（棗色）    | 雷貓          | 雷鳥         |
| 種馬 龍王 2008年（棗色）             | Lady Blossom 1996年（棗色）    | 雷貓          | Terlingua    |
| 種馬 龍王 2008年（棗色）             | Lady Blossom 1996年（棗色）    | Saratoga Dew  | Cormorant    |
| 種馬 龍王 2008年（棗色）             | Lady Blossom 1996年（棗色）    | Saratoga Dew  | Super Luna   |
| 繁殖雌馬 Katies Heart 2009年（棗色） | 真心呼喚 2001年（棗色）        | 週日寧靜      | Halo         |
| 繁殖雌馬 Katies Heart 2009年（棗色） | 真心呼喚 2001年（棗色）        | 週日寧靜      | Wishing Well |
| 繁殖雌馬 Katies Heart 2009年（棗色） | 真心呼喚 2001年（棗色）        | Irish Dance   | 東來兵       |
| 繁殖雌馬 Katies Heart 2009年（棗色） | 真心呼喚 2001年（棗色）        | Irish Dance   | Buper Dance  |
| 繁殖雌馬 Katies Heart 2009年（棗色） | Hall of Flame 1991年（深棗色） | Alliez Milord | Tom Rolfe    |
| 繁殖雌馬 Katies Heart 2009年（棗色） | Hall of Flame 1991年（深棗色） | Alliez Milord | Why Me Lord  |
| 繁殖雌馬 Katies Heart 2009年（棗色） | Hall of Flame 1991年（深棗色） | Velvet Sash   | Dictus       |
| 繁殖雌馬 Katies Heart 2009年（棗色） | Hall of Flame 1991年（深棗色） | Velvet Sash   | Dyna Sash    |
| 雌系：號族：1-t                      |                                |               |              |
| 五代內近親交配：無                   |                                |               |              |

## 命名由來
名字Cadence Call（ケイデンスコール）就是軍隊在野外行軍和步操訓練時哼唱的行軍調，香港則翻譯為「行進曲」。

## 外部連結
- 行進曲 netkeiba.com （页面存档备份，存于）
- 血統表 （页面存档备份，存于）